# Daveyton
Daveyton är en ort i den sydafrikanska provinsen Gauteng. Daveyton hade 127 967 invånare vid folkräkningen 2011